# 禹光
禹光（1958年10月—），湖南省邵东市团山镇人，中国人民解放军中将。

## 生平
禹光长期在军队政治和宣传部门任职，曾任中国人民解放军总政治部宣传部部队教育局副局长、理论教育局局长，中国人民解放军海军装备部驻西安军事代表局政委，中国人民解放军总政治部宣传部副部长，2011年12月晋升海军少将军衔。中共十八大后，禹光于2013年6月接替到龄退役的黄国柱少将，升任《解放軍報》社长，成为正军级，其间《解放军报》曾以“谢正平”、“解辛平”等笔名发布多篇批判徐才厚、谷俊山等贪腐高级将领的长篇报导。2014年冬季，接替到龄退役的周涛少将，改任中国人民解放军总政治部宣传部部长。2016年1月，在深化国防和军队改革中，转任中央军委政治工作部主任助理。2017年1月，升任中央军委政治工作部副主任，跻身战区级副职。2018年7月，调任火箭军副政委，并晋升中将军衔。2021年12月因达到副战区职最高任职年龄退出现役。